# Тукаєво (Аургазинський район)
Тука́єво (рос. Тукаево, башк. Туҡай) — село у складі Аургазинського району Башкортостану, Росія. Адміністративний центр Тукаєвської сільської ради.
Населення — 547 осіб (2010; 547 в 2002).
Національний склад:
- татари — 76%